# Мисилмери
Мисилмери (итал. Misilmeri) је насеље у Италији у округу Палермо, региону Сицилија.
Према процени из 2011. у насељу је живело 19171 становника. Насеље се налази на надморској висини од 145 м.

## Становништво
Према резултатима пописа становништва 2011. у општини је живело 27.570 становника.
| 1931.  | 1936.  | 1951.  | 1961.  | 1971.  | 1981.  | 1991.  | 2001.  | 2011.  |
| ------ | ------ | ------ | ------ | ------ | ------ | ------ | ------ | ------ |
| 11.582 | 12.176 | 13.143 | 14.069 | 14.900 | 16.686 | 20.072 | 23.109 | 27.570 |